# Ісмаель Діавара
Ісмаель Діавара (фр. Ismael Diawara, нар. 11 листопада 1994, Еребру) — малійський футболіст, воротар шведського клубу «Сіріус» (Уппсала) та національної збірної Малі.
Чемпіон Швеції. Володар Кубка Швеції.

## Клубна кар'єра
Народився 11 листопада 1994 року в місті Еребру. Вихованець футбольної школи клубу «Рюннінге». Дорослу футбольну кар'єру розпочав 2011 року в основній команді того ж клубу, в якій провів два сезони, взявши участь у 32 матчах чемпіонату. 
Згодом з 2014 по 2017 рік грав у складі команд «Форвард» (Еребру), «Євік-Люн», «Ландскруна БоІС» та «Мутала».
Своєю грою за останню команду привернув увагу представників тренерського штабу клубу «Дегерфорс», до складу якого приєднався 2018 року. Відіграв за команду з Дегерфорса наступні три сезони своєї ігрової кар'єри. Більшість часу, проведеного у складі «Дегерфорса», був основним голкіпером команди.
У 2021 році уклав контракт з клубом «Мальме», у складі якого провів наступні два роки своєї кар'єри гравця. 
Протягом частини 2024 року захищав кольори клубу АІК. 
До складу клубу «Сіріус» (Уппсала) приєднався 2025 року. 

## Виступи за збірну
У 2021 році дебютував в офіційних матчах у складі національної збірної Малі.
У складі збірної був учасником Кубка африканських націй 2021 року у Камеруні, Кубка африканських націй 2023 року у Кот-д'Івуарі.
| Дата       | Місто        | Господарі         | Результат | Гості                            | Турнір                                  | Голи | Примітки |
| ---------- | ------------ | ----------------- | --------- | -------------------------------- | --------------------------------------- | ---- | -------- |
| 14-11-2021 | Агадір       | Малі              | 1 – 0     | Уганда                           | Відбір до ЧС 2022                       | -    |          |
| 4-6-2022   | Бамако       | Малі              | 4 – 0     | Республіка Конго                 | Відбір до Кубка африканських націй 2023 | -    |          |
| 9-6-2022   | Кампала      | Південний Судан   | 1 – 3     | Малі                             | Відбір до Кубка африканських націй 2023 | -1   |          |
| 23-9-2022  | Бамако       | Малі              | 1 – 0     | Замбія                           | товариський матч                        | -    |          |
| 16-11-2022 | Бір-ель-Джір | Алжир             | 1 – 1     | Малі                             | товариський матч                        | -1   |          |
| 24-3-2023  | Бамако       | Малі              | 2 – 0     | Гамбія                           | Відбір до Кубка африканських націй 2023 | -    |          |
| 28-3-2023  | Касабланка   | Гамбія            | 1 – 0     | Малі                             | Відбір до Кубка африканських націй 2023 | -1   |          |
| 17-10-2023 | Портіман     | Саудівська Аравія | 1 – 3     | Малі                             | товариський матч                        | -1   |          |
| 17-11-2023 | Бамако       | Малі              | 3 – 1     | Чад                              | Відбір до ЧС 2026                       | -1   |          |
| 20-11-2023 | Бамако       | Малі              | 1 – 1     | Центральноафриканська Республіка | Відбір до ЧС 2026                       | -1   |          |
| Усього     |              | Матчів            | 10        |                                  | Голів                                   | -6   |          |

## Титули і досягнення
- Чемпіон Швеції (1):

«Мальме»: 2023
- Володар Кубка Швеції (1):

«Мальме»: 2021-2022